# Seelze
Seelze város Németországban, azon belül Alsó-Szászország tartományban. Lakosainak száma 34 798 fő (2023. december 31.). Seelze Barsinghausen, Gehrden, Wunstorf, Hannover és Garbsen községekkel határos.

## Közigazgatás
- Almhorst
- Dedensen
- Döteberg
- Gümmer
- Harenberg
- Kirchwehren
- Lathwehren
- Letter
- Lohnde
- Seelze
- Velber

## Népesség
A település népességének változása:
| Lakosok száma | 33 763 | 34 036 | 34 442 | 34 271 | 34 742 | 34 798 |
|               | 2016   | 2017   | 2019   | 2021   | 2022   | 2023   |